# Sieradz
Sieradz (latinsky Syradia, německy Schieratz) je město ve středním Polsku v Lodžském vojvodství ve stejnojmenném okrese. Leží na řece Wartě. V roce 2022 zde žilo 42 258 obyvatel. V dřívějších dobách představovalo sídelní město jednoho z menších knížectví v rámci Velkopolska a mezi lety 1975 až 1998 bylo stejnojmenným ústředním městem Sieradzského vojvodství. V současnosti přísluší pod Lodžské vojvodství.
Je jedním z nejstarších polských měst, třikrát se zde odehrála korunovace polských vládců. Město bylo v minulosti napadeno Tatary, Čechy a příslušníky řádu německých rytířů. Polští králové zde předsedali celkem šesti shromážděním.

## Partnerská města
- Annemasse, Francie
- Gaggenau, Bádensko-Württembersko, Německo
- Gospić, Chorvatsko
- Jambol, Bulharsko
- Novalja, Chorvatsko